# Mobiele teksttelefoon

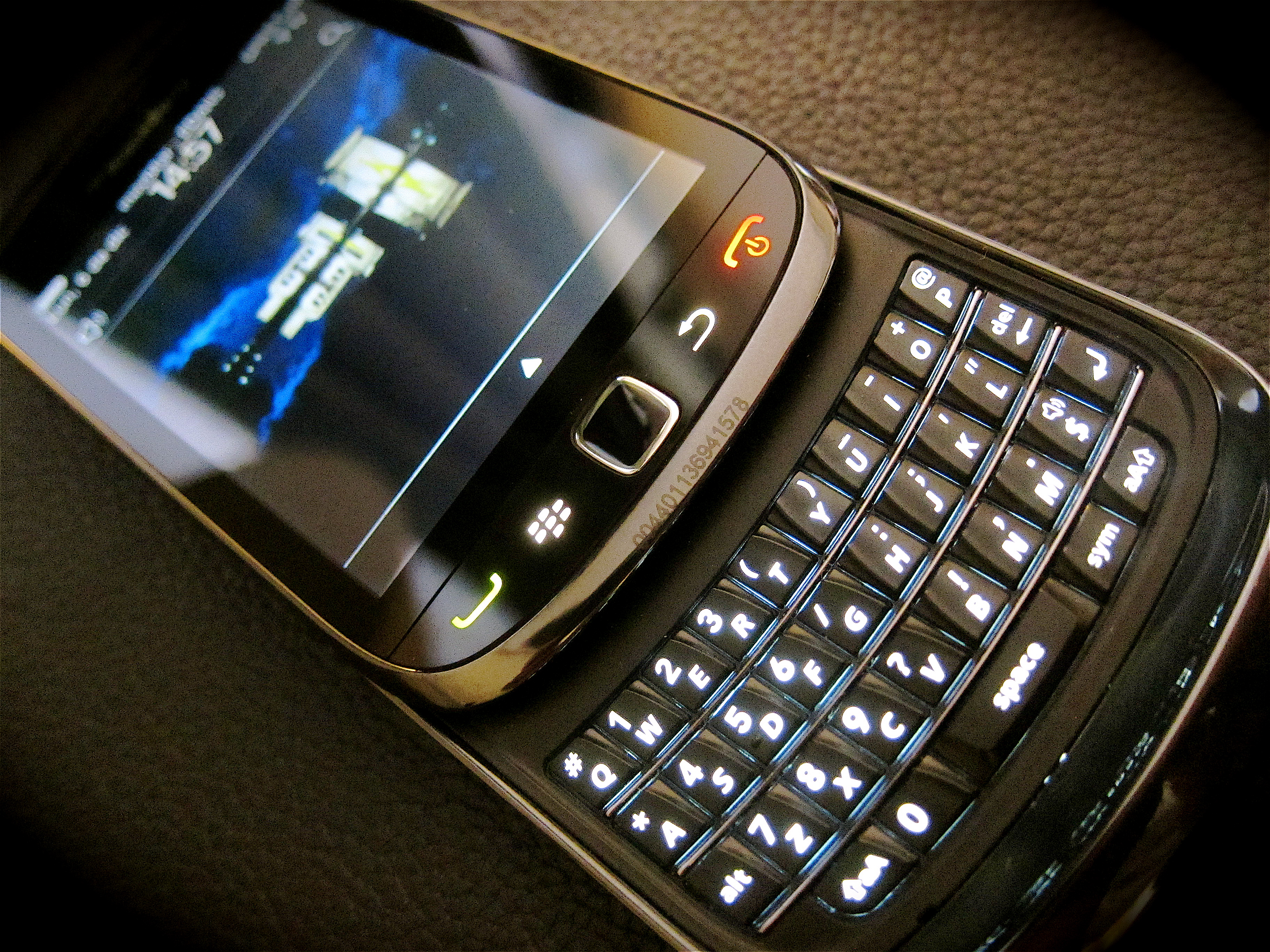
De BlackBerry Torch, een van de toestellen die gebruikt kunnen worden als mobiele teksttelefoon

De mobiele teksttelefoon is een mobiele variant op de vaste teksttelefoon. Net als de vaste teksttelefoon is de mobiele teksttelefoon een speciaal hulpmiddel voor dove en slechthorende mensen. Via het typen van tekst kan zo gecommuniceerd worden via een mobiele telefoon of een computer met internetverbinding.
Het scherm van de mobiele teksttelefoon is in twee delen gesplitst tijdens een gesprek: het ene veld laat de tekst zien van de beller, het andere veld de tekst van degene die gebeld wordt. Doordat tekst letter voor letter (streaming) wordt weergegeven kunnen beller en gebelde elkaar onderbreken of aanvullen tijdens een gesprek, net als bij een gewoon gesprek. Dit zorgt voor een direct contact, anders dan bij sms, e-mail of chatten. Bij de eerste twee moet er gewacht worden op een antwoord en is voor de verzender niet meteen duidelijk wanneer een antwoord verwacht kan worden. Bij chatten worden hele zinnen verstuurd in plaats van een gestroomlijnd gesprek.
De vaste teksttelefoon wordt in Nederland verzorgd door KPN. In Nederland verzorgt het bedrijf AnnieS de mobieleteksttelefoondienst. De mobiele teksttelefoon van AnnieS werkt op BlackBerry-toestellen. Daarnaast werkt de software ook op pc's en laptops met een internetverbinding. De mobiele teksttelefoon onderscheidt zich van de vaste teksttelefoon doordat de vaste teksttelefoon alleen gebruikt kan worden wanneer er een vaste telefoonaansluiting aanwezig is. De mobiele teksttelefoon kan net als een gewone mobiele telefoon overal gebruikt worden waar dekking is van het netwerk van T-Mobile Nederland. Een ander verschil is de tarifering: een gesprek met de vaste teksttelefoon kost een klein bedrag per gesprek (€ 0,15 of € 0,55 per minuut, afhankelijk van het nummer dat gebeld wordt), bij de mobiele teksttelefoon wordt een vast bedrag per maand betaald en kan er onbeperkt gebeld worden zonder additionele kosten.